# Maite Nkoana-Mashabane
Maite Emily Nkoana-Mashabane (sinh ngày 30 tháng 9 năm 1963 ) là một chính trị gia người Nam Phi, là Bộ trưởng Phụ nữ, Thanh niên và Người khuyết tật. Bà là Bộ trưởng Bộ Phát triển Nông thôn và Cải cách ruộng đất từ năm 2018 đến năm 2019, và trước đây giữ chức Bộ trưởng Quan hệ và Hợp tác Quốc tế từ năm 2009 đến 2018. Nkoana-Mashabane cũng là thành viên của Ủy ban Điều hành Quốc gia của Đại hội Dân tộc Phi (ANC).

## Tiểu sử
Nkoana-Mashabane sinh ra ở Makgoebaskloof và lớn lên ở Ga-Makanye, Limpopo. Trong những năm 1980, cô là một thành viên tích cực của Mặt trận Dân chủ Thống nhất và phục vụ trong các cấu trúc khác nhau của Phong trào Dân chủ Đại chúng và các cấu trúc ngầm của Quốc hội Châu Phi (ANC).
Sau khi mở ANC vào năm 1990, Maite Nkoana-Mashabane đã phục vụ bữa tiệc ở nhiều cơ cấu khác nhau, bao gồm Liên đoàn Phụ nữ ANCWL (ANCWL) và tích cực tham gia vào việc khởi động lại ANCWL ở nước này. Nkoana-Mashabane tiếp tục được bổ nhiệm làm Cao ủy Nam Phi tại Ấn Độ và Malaysia.
Maite Nkoana-Mashabane từng là Chủ tịch của ANCWL tại Limpopo và là thành viên của Ủy ban Công tác Quốc gia (NWC) của tổ chức từ năm 1992 đến 1995.
Khi trở về Nam Phi, Nkoana-Mashabane trở thành Chính quyền địa phương và Thành viên Nhà ở của Hội đồng điều hành Limpopo.
Vào tháng 12 năm 2012, Nkoana-Mashabane đã được bầu lại làm thành viên của Ủy ban Điều hành Quốc gia của đảng cầm quyền tại Hội nghị Quốc gia lần thứ 53 của đảng, được tổ chức tại Mangaung, Tỉnh bang Tự do. Cuộc bầu cử đầu tiên của bà vào NEC là tại Hội nghị Quốc gia của đảng tháng 12 năm 2007, được tổ chức tại thành phố Polokwane.